# Radnai Annamária
Radnai Annamária (Budapest, 1964 június 2. – 2019. június 28.) Jászai Mari-díjas magyar dramaturg, egyetemi tanár, műfordító.

## Pályája
Édesanyja orosz származású volt. 1982-ben érettségizett a Madách Imre Gimnázium magyar-dráma tagozatán. 1983-1988 között a József Attila Színház segédrendezője, segéddramaturgja. 1988-1992 között a Színház- és Filmművészeti Egyetem dramaturg szakos hallgatója volt, közben 1991-1992 között a József Attila Színházban dolgozott dramaturgként. 1992-1998 között a Radnóti Színház tagja volt, 1994-1998 között a "Friderikusz Show" gag csapatának is dolgozott. 2004-2006 között a Filmplus Forgatókönyvíró Műhelyének tagja, valamint a Centrál Színház dramaturgja is volt. 2005-2007 között a "Jóban rosszban" című sorozat storylinere volt. 2011-től a budapesti Katona József Színház dramaturgja.
1992-től tanít a Színház- és Filmművészeti Egyetemen, 2006-tól osztályvezető tanár, 2009-től adjunktus, 2014-től egyetemi docens, majd intézetvezető (Elméleti és Művészetközvetítő Intézet). 2012-ben DLA fokozatot szerzett. Oktatott tárgyai: dramaturgia, drámatörténet, műelemzés, filmtörténet, írásgyakorlat.
2019-ben hosszú betegség után hunyt el.
A Színházi adattárban regisztrált bemutatóinak száma: dramaturg: 65, fotdító: 25.

## Színházi munkái
- 1991. Horváth Péter: Csaó, bambinó – ősbemutató / József Attila Színház, rendező: Léner Péter (Az Évad Legjobb Drámája)
- 1992. Paul Portner: Hajmeresztő /Radnóti Színház, rendező: Bálint András
- 1993. Szilágyi Andor: El nem küldött levelek, ősbemutató / Radnóti Színház, rendező: Valló Péter
- 1993. Audiberti: Árad a gazság / Arany János Színház, rendező: Deák Krisztina
- 1994. Oscar Wilde: Salome / Miskolci Nemzeti Színház, rendező: Kamondi Zoltán
- 1995. Steven Berkoff: A görög / Radnóti Színház, rendező: Zsótér Sándor
- 1996. Victor Hugo: A király mulat / Radnóti Színház, rendező: Zsótér Sándor
- 1997. Barta Lajos: Szerelem / Radnóti Színház, rendező: Valló Péter
- 1998. Fernando Calderón: VIII. Henrik / Radnóti Színház, rendező: Telihay Péter
- 2000. Szarvasok háza / Sámán Színház, rendező: Magyar Éva
- 2001. Anton Pavlovics Csehov-Kiss Csaba: Csehov szerelmei, színpadi játék / Új Színház, rendező: Kiss Csaba
- 2003. Paralellepipedon / Sámán Színház, rendező: Magyar Éva
- 2004. Beaumarchais: Figaro házassága / Vidám színpad, rendező: Puskás Tamás
- 2006. Alan Bennett: Beszélő fejek / Thália stúdió, rendező: Bálint András
- 2007. Csehov: Apátlanul / Örkény Színház, rendező: Jurij Kordonszkij
- 2008. Shakespeare: A velencei kalmár / Centrál Színház, rendező: Puskás Tamás
- 2008. Csehov: Sirály / Sepsiszentgyörgyi Tamási Áron Színház, rendező: Kiss Csaba
- 2009. Kovács-Bereményi: Apacsok, irodalmi konzultáns / Radnóti Színház rendező: Török Ferenc
- 2009. Nádas Péter: Találkozás / Budapesti Kamaraszínház rendező: Ilan Eldad
- 2010. Háló nélkül, kabaré mortale / Tatabányai Jászai Mari Színház, rendező: Novák Eszter
- 2011. Nádas Péter: Szirénének / Katona József Színház, Kamra rendező: Dömötör András
- 2011. Büchner – Waits: Woyzeck / Katona József Színház, rendező: Ascher Tamás
- Gorkij: Kispolgárok / Katona József Színház, rendező: Zsámbéki Gábor
- Kerékgyártó István: Rükverc / Katona József Színház Kamra, rendező: Máté Gábor
- Marius von Mayenburg: Mártírok / Katona József Színház Kamra, rendező: Dömötör András,
- Gorkij:Fényevők/ Katona József Színház, rendező: Ascher Tamás,
- Brémai muzsikusok, Ódry Színpad, Máté Gábor-osztály vizsga, rendező: Kocsis Gergely
- 2015:Mike Leigh: Abigail bulija / Katona József Színház Kamra, rendező: Ascher Tamás,
- Szorokin: Cukor Kreml/ Katona József Színház Kamra, rendező: Kovács D. Dániel
- Csehov Sirály, / Katona József Színház, rendező:Ascher Tamás
- Shakespeare: Ahogy tetszik / Katona József Színház Kamra, rendező: Kovács D. Dániel
- Molière: A nők iskolája / Katona József Színház rendező: Ascher Tamás

## Filmes munkái
- 1990. Teljes napfogyatkozás / TV játék, dramaturg,, rendező: Balikó Tamás
- 1991. Sülve – főve – kisjátékfilm, forgatókönyvíró, rendező: Gózon Francisco (Tel Aviv-i Fesztivál, Különdíj)
- 1993. Köd – játékfilm, dramaturg rendező: Deák Krisztina,
- 1995. Családi nyár – tv film, dramaturg, rendező: Deák Krisztina
- 1996. Szívügyem – dokumentumfilm, dramaturg rendező: Almási Tamás (Prix Italia – Különdíj, San Francisco, Golden Gate Fesztivál – Különdíj 1997. Karlovy Vary – Különdíj)
- 1998. Tehetetlenül – dokumentumfilm, dramaturg, rendező: Almási Tamás, (1999. Magyar Filmszemle Fődíj, Kamera Hungária Fődíj, 2000)
- 2000. Szerelem első hallásra – dokumentumfilm, dramaturg, rendező: Almási Tamás (Magyar Filmszemle, Fődíj)
- 2002. Sejtjeink – dokumentumfilm, dramaturg, rendező: Almási Tamás, (Magyar Filmszemle, Fődíj)
- 2003. Az út vége – dokumentumfilm, dramaturg, rendező: Almási Tamás, (Magyar Filmszemle Fődíj)
- 2004. Valahol otthon lenni – dokumentumfilm dramaturg, rendező: Almási Tamás (Schiffer Pál-díj)
- 2005. Új Eldorádó – dokumentumfilm, konzultáns, rendező: Kocsis Tibor (Magyar Filmszemle, Fődíj)
- 2006. Csaó, bambinó – tv-film, dramaturg, rendező: Soós Péter,
- 2007. Emelet – játékfilm, forgatókönyvíró, rendező: Vecsernyés János,
- 2008. Beszélő fejek – televíziós változat, dramaturg, rendező: Bálint András
- 2008. Márió, a varázsló – játékfilm, dramaturg, rendező: Almási Tamás (Houston, WorldFest fesztivál, Ezüst Remi-díj, 2009)
- 2009. A barátkozás lehetőségei, TV film, dramaturg, rendező: Ferenczi Gábor (Magyar Filmszemle, A legjobb tévéfilm díja, 2009)
- 2010. A vágyakozás napjai – játékfilm, dramaturg, rendező: Pacskovszky József (Magyar Filmszemle, a Legjobb Forgatókönyv díja, 2010)
- Tune – rövidfilm, dramaturg, rendező: Szabó Szonja
- Overdose – dokumentumfilm, rendező: Ferenczi Gábor
- Halj már meg – játékfilm, dramaturg, rendező: Kamondi Zoltán

## TV-s munkái
- 1990. Cimbora, irodalmi műsor, szerkesztő, rendező: Balikó Tamás
- 1993-94. Próbarend, színházi műsor, szerkesztő rendező: Kamondi Zoltán
- 1994-95. Miénk a kép, szerkesztő, rendező: Valló Péter, Bálint András
- 1997. Kis imbisz, pengő húsz, kávéházi sorozat, dramaturg, rendező: Zilahy Tamás
- 1998. Éjszaka, színházi magazin, szerkesztő, rendező: Zilahy Tamás
- 1998-99. Még ilyet!, szórakoztató műsor, főszerkesztő, r Kubinszky Péter, Zilahy Tamás
- 2000. Csíz, szerkesztő
- 2001. Évszakok, talkshow, szerkesztő, rendező: Hoffman György
- 2003-2006. Magyar Elsők, ismeretterjesztő sorozat, forgatókönyvíró-szerkesztő
- 2006. A nagy könyv – A Mester és Margarita, tanácsadó
- 2005-2007. Jóban rosszban; szappanopera, storyliner

## Fordítások
- 1999. De mi lett a nővel? orosz változat – Szirotina Szvetlánával – Thália Színház,
- 2001. Csehov szerelmei, Új Színház,
- 2002. Puskin: Borisz Godunov -Térey Jánossal – /Madách Kamara,
- 2002. Olga Muhina: Jú – Kortárs Dráma Fesztivál
- 2003. Brjuszov-Prokofjev: A tüzes angyal – operalibrettó – Kovalik Balázzsal
- 2004. Oleg és Vlagyimir Presznyakov: Terrorizmus /Szolnoki Szigligeti Színház
- 2004. Mihail Ugarov: Ilja Iljics halála (Oblom-off)
- 2005. Neil Simon: Legénylakás /Centrál Színház
- 2007. A. P. Csehov: Apátlanul (Platonov) / Örkény Színház
- 2008. Puskin-Csajkovszkij: Anyegin – librettó /Magyar Állami Operaház
- 2009. Vaszilij Szigarjov: Guppi /Centrál Színház
- 2009. Brian Clark: Mégis, kinek az élete? /Centrál Színház
- 2009. Ljudmilla Ulickaja: Orosz lekvár / Kecskeméti Katona József Színház
- 2010. Zorin: Varsói melódia /Pinceszínház
- 2011. Makszim Gorkij: Kispolgárok /Budapesti Katona József Színház
- Gorkij: A nap gyermekei (Fényevők) Budapesti Katona József Színház
- Molcsanov: A gyilkos / Bárka Színház
- Csehov: Sirály / Budapesti Katona József Színház
- Gorkij: A mélyben (Éjjeli menedékhely) / Kolozsvári Állami Magyar Színház

## Díjai
- Bálint Lajos gyűrű (2003)
- Jászai Mari-díj (2004)